# Asphyx
Asphyx — нидерландская дэт-дум-метал группа. Существует с 1987 года, несколько раз распадалась.

## История
Группа была основана в 1987 году барабанщиком Бобом Багхусом. До 1989 года Asphyx удалось записать две демозаписи: Enter the Domain и Crush the Cenotaph. А в 1990 году группа записала первый студийный альбом Embrace the Death, который увидел свет из-за финансовых проблем звукозаписывающей компании лишь в 1996 году.
В 1991 году Asphyx подписали контракт с лейблом Century Media, и в этом же году в составе группы произошли изменения, в результате которых в ней оказался басист Мартин ван Дрюнен. В обновлённом составе Asphyx записали альбом The Rack.
В 1993 году Asphyx выпустили свой второй альбом Last One on Earth, после чего группу покинули Мартин ван Дрюнен и Боб Багхус. Оставшиеся музыканты с помощью сессионного клавишника Хейко Ханке записали в 1994 году альбом Asphyx.
С уходом Эрика Даниэлса, разочарованного последним альбомом группы, Asphyx временно прекратила своё существование. В 1996 году Боб Багхус собрал музыкантов вновь под старым названием Asphyx, результатом этого стала запись очередного альбома группы под названием God Cries. После выхода альбома группа опять оказалась расформированной до 2000 года. В 2000 году Ваннес Гюббелс, Эрик Даниэлс и Боб Багхус записали альбом On the Wings of Inferno. В 2008 году Asphyx записали сингл Death the Brutal Way.

## Состав

### Текущий состав
- Ваннес Гюббелс (Wannes Gubbels) — бас-гитара, вокал
- Эрик Даниелс — гитара
- Стефан Хюскенс (Stefan Hüskens) — ударные
- Мартин ван Дрюнен (Martin Van Drunen) — вокал (бас-гитара в 90-х)
- Paul Baayens — гитара

### Бывшие музыканты
- Тони Брокхёйс (Tony Brookhuis) — гитара
- Кристиан Колли (Christian Colli) — бас-гитара, вокал
- Тео Ломанс (Theo Loomans) (умер 15 сентября 1998 года) — бас-гитара, гитара, вокал,
- Сандер ван Хоф (Sander Van Hoof) — ударные
- Рон ван Пол (Ron Van Pol) — бас-гитара, вокал
- Ронни ван дер Вей (Ronny Van Der Wey) — гитара
- Эрик Даниэлс (Eric Daniels) — гитара
- Рук Сандерс (Roek Sanders) — ударные

## Дискография
- Mutilating Process (сингл, 1989)
- The Rack (1991)
- Crush The Cenotaph (мини-альбом, 1992)
- Last One On Earth (1993)
- Asphyx (1994)
- Embrace The Death (1996)
- God Cries (1996)
- On The Wings Of Inferno (2000)
- Death the Brutal Way (сингл, 2008)
- Death the Brutal Way (2010)
- Deathhammer (2012)
- Incoming Death (2016)
- Necroceros (2021)